# Wolf Schneider

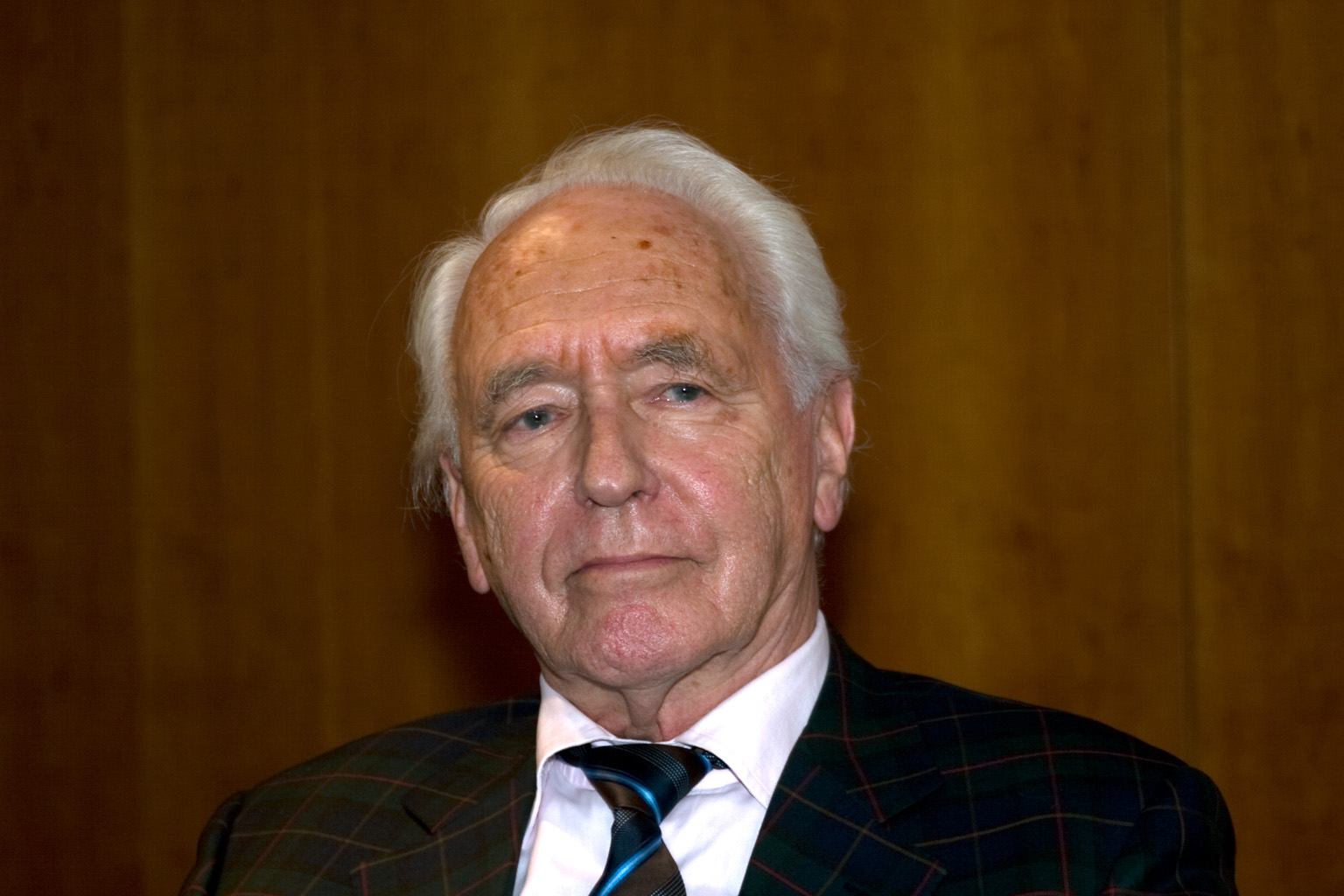
Wolf Schneider (2010)

Wolf Dietrich Schneider (* 7. Mai 1925 in Erfurt; † 11. November 2022 in Starnberg) war ein deutscher Journalist, Sachbuchautor und Sprachkritiker.

## Leben
Wolf Schneider war ein Sohn des Rechtsanwalts und Politikers Bruno Schneider. Er wuchs in Berlin auf. Nach dem Abitur am Berliner Grunewald-Gymnasium diente er im Zweiten Weltkrieg von 1943 bis 1945 bei der Luftwaffe, zuletzt im Rang eines Unteroffiziers. Nach Kriegsende arbeitete er als Dolmetscher bei der US-Armee, ab 1947 dann bei der Münchner Neuen Zeitung, einer Zeitung der US-Militärregierung, zunächst als Volontär, anschließend als Redakteur. Von 1950 an war er sechs Jahre lang Korrespondent der Nachrichtenagentur AP, später Leiter der Nachrichtenredaktion und Washington-Korrespondent für die Süddeutsche Zeitung. Für das Werner-Friedmann-Institut (später: Deutsche Journalistenschule) war er in dieser Zeit als Dozent tätig.
Im Jahr 1966 wechselte Schneider zum Magazin Stern, bei dem er zuerst Chef vom Dienst und ab 1969 Verlagsleiter war. Er ging 1971 zur Axel Springer AG, um einen „Anti-Spiegel“ zu entwickeln. Das Projekt wurde eingestellt, und er wurde 1973 Chefredakteur der Tageszeitung Die Welt in Hamburg. Er wurde nach nur einem Jahr abgelöst, blieb aber „zur besonderen Verwendung“ bei Springer. In dieser Funktion verteidigte er mit zahlreichen Wortmeldungen den Standpunkt des Axel-Springer-Verlages, als Günter Wallraff 1977 sein Buch Der Aufmacher über die Praktiken der Bild-Zeitung in öffentlichen Veranstaltungen vorstellte.
Im Jahr 1979 wurde Schneider zum Leiter der neu gegründeten Hamburger Journalistenschule (später: Henri-Nannen-Schule) berufen. Er stand bis 1995 an der Spitze dieser Ausbildungsstätte für Journalisten, trug in diesen Jahren zum guten Ruf der Schule bei und machte sich einen Namen als Sprachlehrer und -kritiker.
Von 1979 bis 1987 und 1991 bis 1992 war Schneider einer der Moderatoren der NDR Talk Show. Von Mai 2009 bis 2011 äußerte er sich in der Video-Kolumne Speak Schneider! auf sueddeutsche.de regelmäßig zu Themen der deutschen Sprache. Für das Monatsmagazin NZZ Folio der Neuen Zürcher Zeitung schrieb er von 1991 bis 2013 Artikel und Kolumnen.
Wolf Schneider war von 1949 bis 1965 mit Anna, geb. Burgmeier, verheiratet, mit der er drei Kinder hatte: Horst Schneider, die Journalistin Susanne Schneider und den Rätselautor Curt Schneider. 1965 heiratete er erneut. Aus der Ehe mit Elisabeth-Charlotte, geb. Riemann, ging der Sohn Max hervor.
Schneider lebte bis zu seinem Tod mit seiner Frau († 2024) in Starnberg. Beide kandidierten bei den Kommunalwahlen 2020 erfolglos für die FDP für einen Sitz im Stadtrat ihres Wohnorts.
Wolf Schneider starb 97-jährig am 11. November 2022 zuhause in Starnberg.

## Sprachkritiker und Sprachstillehrer
Von 1995 bis 2012 hielt Wolf Schneider Sprachseminare für Presse und Wirtschaft und war Ausbilder an Journalistenschulen. Er schrieb 28 Sachbücher, darunter Standardwerke wie Deutsch fürs Leben. Was die Schule zu lehren vergaß (1994), Deutsch für Kenner. Die neue Stilkunde (1987), Deutsch für Profis. Wege zu gutem Stil (1982) und Das neue Handbuch des Journalismus. Seit der Ausgabe vom Januar 2012 erscheint Das neue Handbuch des Journalismus unter dem Titel Das neue Handbuch des Journalismus und des Online-Journalismus (gemeinsam mit Paul-Josef Raue). Schneider rät zur knappen, aber informationsreichen Schreibweise.
Schneider gehörte zu den Kritikern der Rechtschreibreform. Im Herbst 2005 gründete er mit dem Vorsitzenden des Vereins Deutsche Sprache (VDS), Walter Krämer, und Josef Kraus, dem damaligen Präsidenten des Deutschen Lehrerverbandes, die Aktion Lebendiges Deutsch, mit der in den Jahren 2006 bis 2010 Wörter gesammelt wurden, die überflüssige, hässliche oder nicht allgemein verständliche englische Wörter ersetzen sollten. Schneider hatte außerdem nach eigenem Bekunden ein „kriegerisches Verhältnis“ zur Gender-Sprache, da sie zu einer „lächerlichen Verumständlichung“ des Deutschen geführt habe. Es sei töricht, das natürliche mit dem grammatikalischen Geschlecht in Verbindung zu bringen.
Die von der Reporterfabrik entwickelte kostenpflichtige Wolf-Schneider-KI (WSKI), ist eine Anwendung zum Redigieren von Texten unterschiedlicher Art, basierend auf dessen Werk. Wolf Schneider selbst soll 1987 ein entschiedenes „Jein“ zu journalistischen Computerhilfen geäußert haben.

## Auszeichnungen
- 1994: Medienpreis für Sprachkultur der Gesellschaft für deutsche Sprache
- 2007: Honorarprofessor der Universität Salzburg
- 2011: Henri-Nannen-Preis in der Kategorie „Publizistisches Lebenswerk“[18][19]
- 2012: Journalist des Jahres (Medium Magazin) für sein Lebenswerk[20]
- 2014: Bundesverdienstkreuz 1. Klasse

## Schriften

### Zur Sprache
- Wörter machen Leute. Magie und Macht der Sprache. Piper, München/Zürich 1976, ISBN 3-492-02218-9; Taschenbuchausgabe: Rowohlt-TB, Reinbek bei Hamburg 1986, ISBN 3-499-17277-1; 15. Auflage, Piper-TB, München/Zürich 2009, ISBN 978-3-492-20479-8.
- Deutsch für Profis. Gruner und Jahr, Hamburg 1982; Taschenbuchausgabe: Deutsch für Profis. Wege zu gutem Stil. Illustriert von Luis Murschetz. Goldmann-TB, München 1999, ISBN 978-3-442-16175-1.
- Deutsch für Kenner. Die neue Stilkunde. Herausgegeben von Heiner Bremer. Gruner und Jahr, Hamburg 1987, ISBN 3-570-07958-9; Piper-TB, München 1996, ISBN 978-3-492-24461-9 (21. Aufl. 2011).
- Deutsch fürs Leben. Was die Schule zu lehren vergaß. Rowohlt, Reinbek bei Hamburg 1994, ISBN 3-499-19695-6 (21. Aufl. 2013).
- Deutsch für Werber. Edition Publikumszeitschriften, Zeitschriften Akademie, Bonn 1997.
- Deutsch! Das Handbuch für attraktive Texte. Rowohlt, Reinbek bei Hamburg 2005, ISBN 978-3-498-06381-8.
- Speak German! – Warum Deutsch manchmal besser ist. Rowohlt, Reinbek bei Hamburg 2008, ISBN 978-3-498-06393-1.
- Gewönne doch der Konjunktiv! Sprachwitz in 66 Lektionen. Rowohlt, Reinbek bei Hamburg 2009, ISBN 978-3-499-62463-6.
- Deutsch für junge Profis. Wie man gut und lebendig schreibt. Rowohlt, Berlin 2010, ISBN 978-3-87134-672-9.
- Deutsch lebt! Ein Appell zum Aufwachen. 2. Auflage. Institut für Betriebslinguistik IFB, Verlag Deutsche Sprache, Paderborn 2010, ISBN 978-3-942409-01-8 (Mit Walter Krämer, Josef Kraus und Cornelius Sommer).

### Über Journalismus
- Unsere tägliche Desinformation. Wie die Massenmedien uns in die Irre führen. 5. Auflage. Gruner und Jahr, Hamburg 1992, ISBN 3-570-03915-3 (Erstausgabe:  1984, Mit 5 Absolventen der Henri-Nannen-Schule: Bernd Matthies, Matthias Naß, Christian Nürnberger, Martin Tschechne und Bernd Ziesemer; Illustrationen von Luis Murschetz).
- Die Gruner+Jahr-Story. Ein Stück deutsche Pressegeschichte. Piper, München/Zürich 2000, ISBN 3-492-04265-1.
- Das neue Handbuch des Journalismus (gemeinsam mit Paul-Josef Raue). Rowohlt, Reinbek bei Hamburg 2003, ISBN 3-499-61569-X.
- Wörter waschen – 26 gute Gründe, politischen Begriffen zu misstrauen. Rowohlt, Reinbek bei Hamburg 2006, ISBN 978-3-499-62106-2.
- Die Überschrift – Sachzwänge, Fallstricke, Versuchungen, Rezepte, List, München/Leipzig 1993 (= Journalistische Praxis), 5. Auflage mit Detlef Esslinger: Springer VS, Wiesbaden, Reihe Journalistische Praxis 2015, ISBN 978-3-658-05754-1.

### Zu anderen Themen
- Überall ist Babylon. Die Stadt als Schicksal der Menschen von Ur bis Utopia. Econ, Düsseldorf 1960, DNB 454432720
- Essen – Geschichte des Ruhrgebiets und seiner Metropole. Econ, 1963; Essen, Abenteuer einer Stadt, 5. Auflage 1991, ISBN 3-430-18011-2.
- Das Buch vom Soldaten – Geschichte und Porträt einer umstrittenen Gestalt. Econ, Düsseldorf 1964, DNB 560899963.
- mit Guido Mangold (Fotos): Die Alpen – Wildnis – Almrausch – Rummelplatz. Geo-Buch, Gruner und Jahr, Hamburg 1984; 3. Auflage 1989, ISBN 3-570-02380-X.
- Wir Neandertaler – Der abenteuerliche Aufstieg des Menschengeschlechts. Bertelsmann, München, ISBN 3-570-05998-7.
- Der Kölner Dom – Wie die Deutschen zu ihrem Weltwunder kamen. Stern-Buch, Gruner und Jahr, Hamburg 1991, ISBN 3-570-09259-3.
- Glück, was ist das? Traum und Wirklichkeit. Piper, München/Zürich 1978, ISBN 3-492-02391-6; neubearbeitete Taschenbuchausgabe: Glück! Eine etwas andere Gebrauchsanweisung. rororo 62231 Sachbuch, Reinbek bei Hamburg 2008, ISBN 978-3-499-62231-1.
- Mythos Titanic: das Protokoll der Katastrophe – drei Stunden, die die Welt erschütterten. Gruner und Jahr, Hamburg 1986, ISBN 3-570-05991-X (= Ein Stern Buch); Bechtermünz, Augsburg 1997, ISBN 3-86047-553-3; Taschenbuchausgabe: rororo 62781, Rowohlt, Reinbek bei Hamburg 2012, ISBN 978-3-499-62781-1.
- Die Sieger: wodurch Genies, Phantasten und Verbrecher berühmt geworden sind. Gruner und Jahr, Hamburg 1992; Taschenbuchauflage: Piper-TB 2217, München/Zürich 1996, ISBN 3-492-22217-X.
- Wie man die Welt rettet und sich dabei amüsiert (gemeinsam mit Christoph Fasel). Rowohlt, Reinbek bei Hamburg 1995, ISBN 3-498-06294-8.
- Am Puls des Planeten – Expeditionen, Zeitreisen, Kulturgeschichten. 18 GEO-Reportagen, Hoffmann & Campe, 1999, ISBN 3-455-11280-3; Taschenbuchausgabe: Piper, München 2001, ISBN 3-492-23161-6.
- Große Verlierer. Von Goliath bis Gorbatschow. Rowohlt, Reinbek bei Hamburg 2004, ISBN 3-498-06365-0.
- Der Mensch. Eine Karriere. Rowohlt, Reinbek bei Hamburg 2008, ISBN 978-3-498-06405-1; Taschenbuchausgabe: rororo 62427 rororo-Sachbuch, Rowohlt, Reinbek bei Hamburg 2010, ISBN 978-3-499-62427-8.
- Die Wahrheit über die Lüge: Warum wir den Irrtum brauchen und die Lüge lieben. Rowohlt, Reinbek bei Hamburg 2012, ISBN 978-3-498-06418-1.
- Der Soldat – Ein Nachruf. Eine Weltgeschichte von Helden, Opfern und Bestien. Rowohlt, Reinbek bei Hamburg 2014, ISBN 978-3-498-06429-7.[21]
- Denkt endlich an die Enkel. Eine letzte Warnung, bevor alles zu spät ist. Rowohlt Verlag, Hamburg 2019, ISBN 978-3-498-00153-7

### Autobiografie
- Hottentottenstottertrottel. Mein langes, wunderliches Leben. Rowohlt, Reinbek bei Hamburg 2015, ISBN 978-3-498-06435-8.

## Zitate
„Ich habe das Gefühl, vom lieben Gott ganz gut behandelt worden zu sein. Dass ich jetzt hauptberuflich genau das tue, was mir Spaß macht und wonach eine ganze Branche fragt, ist schon ein schönes Gefühl. Ich hatte noch nie so viele Aufträge wie in diesem Jahr.“